# Dez (folyó)

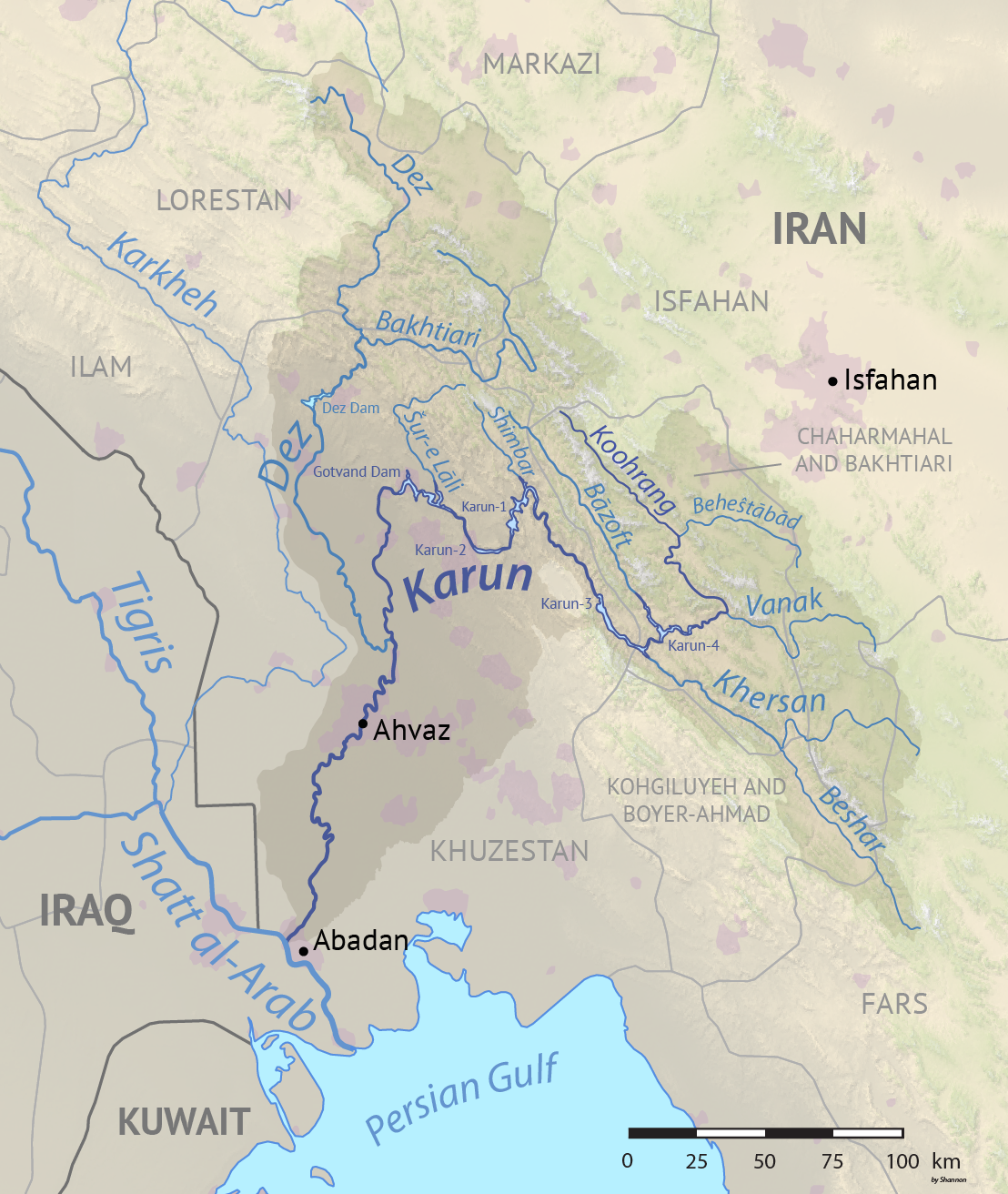
A Dez folyó a térképen

Dez, ősi nevén Coprates, 400 km hosszú folyó Nyugat-Iránban, a Karun mellékfolyója.

## Leírása
A folyó a Zagrosz-hegységben ered, és a Karun folyóba ömlik. A folyó melletti város neve Dezful, mely magyarul megerősített hidat jelent. A város híressége ugyanis a Dez folyón átívelő 22 lyukú híd, melyet még a szászánida korban római hadifoglyokkal építtettek, a római hadsereg veresége után, I. Sápúr szászánida király idejében.
A híd közelében a folyón több régi vízimalom is található, melyek közül néhányat még a 20. század közepén is használtak.
A folyón Dezful közelében, Andimesktől mintegy 25 km-rel északra található az úgynevezett Dez-duzzasztógát, mely a vidék fő nevezetessége. A 200 méter magas, vad sziklák közé ékelt vasbeton duzzasztógát 3 milliárd köbméter vizet tartalékol, és 1963-ban fejezték be. A vidék termékenysége nagyrészt ennek a víztárolónak köszönhető.